# Liste de sites mégalithiques situés sur un estran
Cet article recense des sites mégalithiques situés sur un estran.
L'estran est la partie du littoral situé entre le niveau des marées hautes et basses, périodiquement recouvert et découvert. Plusieurs monuments mégalithiques se trouvent sur cette zone ; en général, ils n'y ont pas été délibéremment érigés : situés près du bord de mer lors leur érection au Néolithique, le niveau moyen de la mer a simplement monté en plus de 5 000 ans (jusqu'à 8 m dans le golfe du Morbihan).
L'identification de certains mégalithes, particulièrement les menhirs, est parfois difficile : les pierres peuvent être couchées sur la vase et recouvertes d'algues, ce qui ne permet pas de les distinguer des rochers avoisinants,.

## Liste

### France
| Mégalithe                      | Département      | Commune               | Lieu                               | Coordonnées                        | Image |
| ------------------------------ | ---------------- | --------------------- | ---------------------------------- | ---------------------------------- | ----- |
| Allée couverte de l'île Coalen | Côtes-d'Armor    | Lanmodez              | Baie de Pommelin                   | 48° 50′ 50″ nord, 3° 04′ 52″ ouest |       |
| Menhir de la pointe du Chevet  | Côtes-d'Armor    | Saint-Jacut-de-la-Mer | Baie de Lancieux                   | 48° 36′ 24″ nord, 2° 10′ 09″ ouest |       |
| Menhir de Toëno                | Côtes-d'Armor    | Trébeurden            | Toëno                              | 48° 47′ 04″ nord, 3° 33′ 06″ ouest |       |
| Allée couverte                 | Finistère        | Guissény              | Plage du Vougo                     |                                    |       |
| Allée couverte du Quillimadec  | Finistère        | Kerlouan              | Estuaire du Quillimadec            | 48° 38′ 27″ nord, 4° 24′ 36″ ouest |       |
| Menhir de Penglaouic           | Finistère        | Loctudy               | Rivière de Pont-l'Abbé             | 47° 51′ 01″ nord, 4° 09′ 56″ ouest |       |
| Menhir Men Rouz                | Finistère        | Plobannalec-Lesconil  | Embouchure du Ster                 | 47° 48′ 00″ nord, 4° 12′ 51″ ouest |       |
| Allée couverte de Kernic       | Finistère        | Plouescat             | Embouchure du Kerallé              | 48° 39′ 25″ nord, 4° 12′ 57″ ouest |       |
| Menhir de Menozac'h            | Finistère        | Plouguerneau          | Plage de Saint-Cava                | 48° 36′ 57″ nord, 4° 34′ 01″ ouest |       |
| Dolmen du Rocher Flamand       | Loire-Atlantique | Saint-Brevin-les-Pins | Plage de l'Ermitage                | 47° 12′ 16″ nord, 2° 09′ 43″ ouest |       |
| Cromlech de l'Œillet           | Manche           | Granville             | Îles Chausey                       | 48° 52′ 44″ nord, 1° 49′ 16″ ouest |       |
| Cromlech d'Er Lannic           | Morbihan         | Arzon                 | Er Lannic                          | 47° 33′ 52″ nord, 2° 52′ 09″ ouest |       |
| Alignement de Kerdual          | Morbihan         | La Trinité-sur-Mer    |                                    | 47° 34′ 36″ nord, 3° 02′ 29″ ouest |       |
| Cromlech de Berder             | Morbihan         | Larmor-Baden          | Golfe du Morbihan                  | 47° 34′ 41″ nord, 2° 53′ 28″ ouest |       |
| Menhir de Goémorent            | Morbihan         | Locmariaquer          | Golfe du Morbihan                  | 47° 33′ 34″ nord, 2° 55′ 33″ ouest |       |
| Menhir de Mein Er Mere         | Morbihan         | Locmariaquer          | Golfe du Morbihan                  | 47° 34′ 20″ nord, 2° 56′ 35″ ouest |       |
| Menhirs de Kerpenhir           | Morbihan         | Locmariaquer          | Golfe du Morbihan                  | 47° 33′ 29″ nord, 2° 55′ 29″ ouest |       |
| Alignement de Rongouët         | Morbihan         | Nostang               | Goah Guillerm                      | 47° 44′ 37″ nord, 3° 11′ 22″ ouest |       |
| Dolmens de Kerroyal            | Morbihan         | Plougoumelen          | Rivière du Bono                    | 47° 39′ 54″ nord, 2° 55′ 36″ ouest |       |
| Alignement du Petit-Rohu       | Morbihan         | Saint-Pierre-Quiberon | Baie de Quiberon                   | 47° 30′ 17″ nord, 3° 07′ 05″ ouest |       |
| Alignements de Kerbourgnec     | Morbihan         | Saint-Pierre-Quiberon | Baie de Quiberon                   | 47° 31′ 02″ nord, 3° 07′ 25″ ouest |       |
| Menhir de la Truie             | Morbihan         | Sarzeau               | Embouchure de la rivière de Pénerf | 47° 29′ 46″ nord, 2° 40′ 24″ ouest |       |
| Dolmen de la Table             | Vendée           | Noirmoutier-en-l'Île  | Baie de Bourgneuf                  | 46° 59′ 21″ nord, 2° 08′ 28″ ouest |       |

Au Ve millénaire av. J.-C., le Morbihan, et notamment la région de Carnac, constitue probablement un centre de pouvoir politique et religieux important à l'échelle de l'Europe. De nombreux sites mégalithiques immergés y sont recensés, dans lesquels ont été mis au jour des anneaux et des lames de hache ou d'herminette en jades alpins, mais aussi en variscite et fibrolite de la péninsule ibérique. Cette accumulation d'objets prestigieux exotiques s'expliquerait par l'existence d'un centre de pouvoir à large emprise territoriale sur l'ouest de la France. Les tailles et les formats des différents monuments mégalithiques morbihannais témoignent également des inégalités sociales et de la position prééminente de personnages exceptionnels, (élite des rois-prêtres (en), cette question de la royauté sacrée/divine ayant été abordée par J. G. Frazer dans Le Rameau d'or en 1911) qui était probablement fondée sur des conceptions religieuses de l’organisation du monde. Les découvertes de sites immergés livrant un mobilier prestigieux « sont un nouvel et bon indicatif de l'exceptionnalité de la région en termes de vestiges archéologiques, notamment néolithiques, une région formant un véritable laboratoire à ciel ouvert… Les alignements de stèles submergées, nouvelle catégorie de vestiges archéologiques en Morbihan, doivent aussi leur découverte, et une liste de gisements chaque fois plus augmentée, à l’intérêt grandissant porté sur la question posée dans le cadre élargi du problème « Carnac », énigme historique s’il en est » en ce qui concerne son attractivité. Ce grand centre d'attraction illustre ainsi « l’importance, sinon la nécessité sociale, des flux transcommunautaires dans le fonctionnement des groupes néolithiques européens, circulations longtemps masquées par le mythe a-scientifique de sociétés pensées et voulues « égalitaires et autarciques » pour étayer les rêves occidentaux de l’évolutionnisme et du progrès ».

### Irlande
| Mégalithe                | Comté | Village        | Lieu | Coordonnées                        | Image |
| ------------------------ | ----- | -------------- | ---- | ---------------------------------- | ----- |
| Dolmen de Rostellan (de) | Cork  | Rostellan (en) |      | 51° 51′ 26″ nord, 8° 10′ 58″ ouest |       |

### Royaume-Uni
| Mégalithe                   | Comté | Village      | Lieu                            | Coordonnées                        | Image |
| --------------------------- | ----- | ------------ | ------------------------------- | ---------------------------------- | ----- |
| Alignements de Yelland (en) | Devon | Yelland (en) | Embouchure de la River Taw (en) | 51° 04′ 32″ nord, 4° 09′ 18″ ouest |       |